# Mochumí
Mochumí (del mochica Moccɥumi)   es una localidad peruana ubicada en la región Lambayeque, provincia de Lambayeque, distrito de Mochumí. Es asimismo capital del distrito de Mochumí. Se encuentra a una altitud de 39 m s. n. m. Tiene una población de 5892 habitantes en 1993.

## Clima

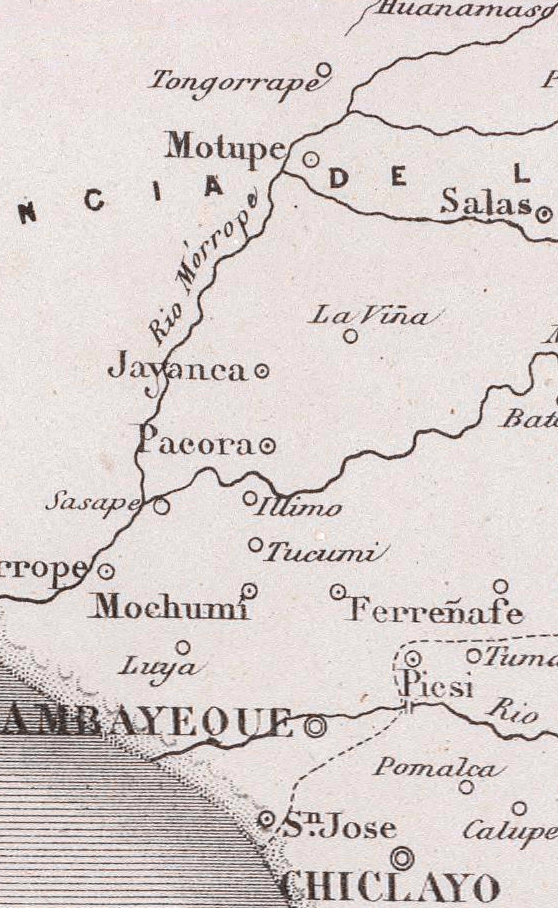

| Parámetros climáticos promedio de Mochumí | Parámetros climáticos promedio de Mochumí | Parámetros climáticos promedio de Mochumí | Parámetros climáticos promedio de Mochumí | Parámetros climáticos promedio de Mochumí | Parámetros climáticos promedio de Mochumí | Parámetros climáticos promedio de Mochumí | Parámetros climáticos promedio de Mochumí | Parámetros climáticos promedio de Mochumí | Parámetros climáticos promedio de Mochumí | Parámetros climáticos promedio de Mochumí | Parámetros climáticos promedio de Mochumí | Parámetros climáticos promedio de Mochumí | Parámetros climáticos promedio de Mochumí |
| Mes                                       | Ene.                                      | Feb.                                      | Mar.                                      | Abr.                                      | May.                                      | Jun.                                      | Jul.                                      | Ago.                                      | Sep.                                      | Oct.                                      | Nov.                                      | Dic.                                      | Anual                                     |
| ----------------------------------------- | ----------------------------------------- | ----------------------------------------- | ----------------------------------------- | ----------------------------------------- | ----------------------------------------- | ----------------------------------------- | ----------------------------------------- | ----------------------------------------- | ----------------------------------------- | ----------------------------------------- | ----------------------------------------- | ----------------------------------------- | ----------------------------------------- |
| Temp. media (°C)                          | 25.2                                      | 26.1                                      | 26                                        | 24.9                                      | 23.1                                      | 21.2                                      | 20.3                                      | 19.8                                      | 19.9                                      | 20.7                                      | 21.5                                      | 24                                        | 22.7                                      |
| Fuente: climate-data.org                  |                                           |                                           |                                           |                                           |                                           |                                           |                                           |                                           |                                           |                                           |                                           |                                           |                                           |